# Saint Seiya: Episodio G
Saint Seiya: Episodio G (聖闘士星矢 エピソードG Seinto Seiya Episōdo Gi?) es un manga spin-off de Saint Seiya escrito e ilustrado por Megumu Okada, basado en la obra original de Masami Kurumada. El manga se publicó mensualmente en la revista Champion Red de Akita Shoten, y se compilaron 20 volúmenes, aparte de un volumen numerado 0. La serie narra la batalla de los santos de oro contra los Titanes. El manga es publicado en español por Editorial Ivrea, Glénat y Kamite.

## Argumento
La serie cuenta la historia de los santos de oro siete años antes del Saint Seiya original con Aioria de Leo como protagonista, narra los problemas a los que se enfrenta Aioria para ser aceptado como un santo de oro y su enfrentamiento junto a los otros santos contra los titanes de la mitología griega, quienes buscan liberar a Cronos, quien fue derrotado y aprisionado por Zeus. Con ello planean vengarse de los dioses olímpicos por aprisionarlos en el Tártaro y recuperar el control del planeta. También luchan contra los gigantes mitológicos y de otras criaturas legendarias, las que son revividas por el poder de los titanes.

## Personajes
- Aioria de Leo. El hermano menor del traidor Aioros, lo cual le trae muchos problemas con la mayoría de las personas del santuario, pues en la época en la que se desarrolla la historia se considera que la mala sangre se hereda y por ello se ganó el sobrenombre de "Hermano del Traidor" él intenta no parecerse a su hermano e incluso tiñe su cabello de rojo. Junto con los otros santos de oro pelea contra los titanes y gigantes para defender la paz del mundo y a la diosa Atenea.

- Galarian Steiner, comúnmente llamado Galan, es el primer escudero de Aioria. No logró ser Santo de oro de Atenea (el santo de Leo) y sufrió la pérdida de su brazo derecho en un combate contra Aioros, por lo que utiliza una prótesis en su brazo. Él es poseído por Pontos y pelea con Aioria, pero éste le rompe la prótesis y lo libera.[7]

- Líthos Chrysallís es hija de un escultor que servía al santuario. Su padre enfermó y murió en mitad de un encargo de esculpir 100 estatuas, pero le prometió que la cuidaría para siempre. Esas palabras no fueron en vano y su espíritu posee la última estatua gigante que destruye todo que encuentra buscándola. Aioria es encargado de acabar con tal fuerza destructiva, pero comprende las intenciones del gigante y le promete cuidar de Líthos. El santo de oro creía que era un niño por su modo de hablar, pero se enteró de la verdad mientras se bañaban.[7] Líthos defiende a Aioria, incluso yendo a la reunión dorada e interponiendo su cuerpo ante Hiperión.[8]

Enemigos:
Kronos: Dios griego del tiempo y último hijo de Gea. Es el más poderoso de los titanes, a pesar de ser el más joven de todos, y gobierna todo el Tártaro. Su arma es una gran guadaña con el que siega a sus enemigos y posee vários brazos que le defienden de los ataques de sus adversarios. Como dios del tiempo también posee la habilidad de manipular el tiempo a su antojo.
Respecto a su personalidad podemos decir que sufre de personalidad doble: por una parte la personalidad inconsciente y amable que posee en su estado de amnesia después de ser liberado de su entierro; y por segundo la personalidad mezquina y moribunda fruto de ser forzado a matar a Urano (su padre) por orden de Gea(su madre), y después de ser traicionado por Zeus(su hijo) y de ser enviado al Tártaro junto con los otros titanes.

## Contenido de la obra

### Manga
El manga se publicó en la revista mensual Champion Red de la editorial Akita Shoten desde el 19 de diciembre de 2002 hasta el 19 de junio de 2013 y ha sido recopilada en 20 Tankōbon, cada uno con cuatro o cinco capítulos y algunos con capítulos gaiden al principio o al final. Estos volúmenes en una edición normal y una edición de lujo, con portadas diferentes y algunos objetos de regalo. Además paralelamente se publicó una historia gaiden llamada Saint Seiya: Episodio G, capítulo de Aioros (聖闘士星矢 エピソードG アイオロス編?) y unos artículos sobre los personajes llamada Galaxia Enciclopedia (銀河百科事典 Gyarakushian Ensakuropedia?, Enciclopedia galáctica), ambos fueron publicados en un volumen 0.
En español, los 20 volúmenes de la primera serie fueron publicados por Editorial Ivrea en Argentina divididos en 40 volúmenes de 100 páginas, por editorial Kamite en México y por Glénat en España, quienes han publicado 19 volúmenes dejando la serie inconclusa hasta la publicación del volumen 20 por parte de Editorial Ivrea España. El manga también es publicado en otros idiomas por Conrad Editora en Brasil y Editorial Panini en Italia.
Este manga cuenta con una continuación llamada Episodio G: Assassin (Asesino) cuya fecha de inicio fue el 5 de abril de 2014 en la revista Champion Red Ichigo de publicación bimensual. La serie terminó el 27 de agosto de 2019.
Otra secuela titulada Episodio G: Requiem se publica el 28 de enero de 2020 en la revista Champion Cross.

### CD drama
En el mes de febrero de 2008 se lanzaron dos CD drama basados en la serie. Estos CD no se pusieron a la venta directamente, si no que regalaban, uno junto a la edición de la Champion Red y el otro en la versión de lujo del volumen 11.

## Episodio G Assassin
El Episode G Assassin (聖闘士星矢 エピソードGアサシン Seinto Seiya Episōdo Ji Asashin?) es la secuela del Episode G, con concepto original de Masami Kurumada y realización de Megumu Okada, el cual comenzó a publicarse desde el 5 de abril de 2014 hasta octubre del mismo año en la revista Champion Red Ichigo, reanudando su serialización en el sitio web Champion Cross, luego renombrada Manga Cross, hasta su finalización. Cuenta con 16 volúmenes recopilatorios en formato tankōbon. 
Al final del manga Episode G, Pontos deja a entrever que esta historia continuará y que buscará la forma de tomar el control del Santuario. Posteriormente se anunció un nuevo proyecto entre Masami Kurumada y Megumu Okada. Luego Megumu Okada colocó en su Twitter el siguiente mensaje: 下書きが終わる気配がまるで無い。いつになったら終わるのか。ページが多かったなぁ。だかしかしやらねばならぬ. Es decir, "Aún no hay señales de que el proyecto termine. Se terminará cuando deba. Podría seguir dentro de mucho. Pero ahora tengo mucho que hacer". Con la celebración del 40 aniversario de Masami Kurumada como Mangaka, después de una agradable reunión de Kurumada y Okada, Kurumada invita a Okada para que siga con Episode G, Okada muy agradecido acepta y coloca en Twitter que Episode G regresa en abril del 2014.
Luego de finalizar Episode G en la revista Champion Red, esta secuela comenzó a publicarse en la revista Champion Red Ichigo, la cual esta dentro de la familia de las revistas de Akita Shoten. En agosto de 2014 se anunció el fin de publicación de la Champion Red Ichigo por lo que Episode G: Assassin pasó a publicarse como web cómic en Champion Cross, proyecto web de Akita Shoten. Con el cambio de sitio, la publicación inició completamente a color.

## Episodio G Requiem
El Episode G Requiem (聖闘士星矢 EPISODE.G(エピソードG) レクイエム, Seinto Seiya Episōdo Jī Rekuiemu) es un manga spin-off escrito e ilustrado por Megumu Okada. Se trata de la tercera y última parte del Episode G. El manga comenzó su publicación a través de la revista digital Manga Cross de la editorial Akita Shoten el 28 de enero de 2020, y actualmente continúa publicándose de manera irregular.